# トーマス・ムスター
トーマス・ムスター（Thomas Muster, 1967年10月2日 - ）は、オーストリア・シュタイアーマルク州ライプニッツ出身の男子プロテニス選手。オーストリア人のテニス選手として最初の4大大会優勝者になり、1996年2月に同国のテニス選手として初の世界ランキング1位を記録した。左利き。ATPツアーでシングルス44勝を挙げる。身長180cm、体重75kg。
1995年全仏オープン男子シングルス優勝。マスターズ・シリーズ優勝8回。

## 選手経歴
1984年から男子テニス国別対抗戦デビスカップオーストリア代表選手に選ばれ、1985年にプロ入りした。彼が代表入りした頃、オーストリアはデビスカップ・ヨーロッパ・ゾーン準決勝止まりのレベルだったが、デビスカップ1986で初めてゾーンの決勝戦に進んだ。1986年・1987年はヨーロッパ・ゾーン決勝で敗れたものの、1988年のヨーロッパ・ゾーン決勝でイギリスを5戦全勝で破り、オーストリアは初めて世界最上位16ヶ国によるワールドグループ昇格を決めた。1989年全豪オープンでは、初めての準決勝に進出し、第2シードのイワン・レンドルに2-6, 4-6, 7-5, 5-7で敗れた。ところが、テニスキャリアが上昇期にあった1989年3月後半に、マイアミ・マスターズで悲劇に見舞われた。ヤニック・ノアを破った準決勝の1時間後、飲酒運転の車にはねられて左膝に大怪我を負い、レンドルとの決勝戦に出場できなくなったのである。この治療とリハビリのために、半年以上のブランクを余儀なくされた。治療期間中もボールを打つ練習をするために、彼は特別仕立ての椅子を使ったという。
その逆境を乗り越えて、1990年には男子ツアーでシングルス3勝を挙げ、全仏オープンでアンドレス・ゴメスとの準決勝に進んだ。1990年は、オーストリアがデビスカップでチーム最高成績となるワールドグループ準決勝進出を果たした年でもある。この活躍を評価されて、1990年度のカムバック賞を受賞した。1992年バルセロナ五輪にオーストリア代表選手として出場したが、シングルス1回戦でフランスのアンリ・ルコントに敗退した。
1995年全仏オープン男子シングルス決勝では6年ぶりの優勝を目指したマイケル・チャンに7-5, 6-2, 6-4のストレートで完勝し、オーストリアのプロテニス選手として最初の4大大会優勝者になった。1996年2月12日、ムスターは同国のテニス選手として初めて世界ランキング1位になる。しかし大会前年優勝者として臨んだ1996年全仏オープンでは、4回戦でミヒャエル・シュティヒに敗れ、大会連覇を逃してしまう。その後のムスターは、1997年全豪オープンで8年ぶり2度目の準決勝進出があり、第1シードのピート・サンプラスに1-6, 6-7, 3-6のストレートで完敗している。1999年全仏オープンの1回戦でニコラス・ラペンティに敗れた試合を最後に、32歳で現役を引退した。
2010年にムスターは42歳で現役復帰を発表した。ATPチャレンジャーツアーや地元のオーストリア・オープンやエルステ・バンク・オープンに出場したが、ツアーレベルの大会では勝利を挙げることは出来ず2011年に再び引退した。
トップスピンストロークを得意とするムスターはクレーコートで抜群の強さを発揮したが、対照的に芝コートには苦手意識が極端に強く、ウィンブルドン選手権では1勝も挙げられなかった。全米オープンでは、1993年・1994年・1996年の3度ベスト8入りがあった。
交通事故のハンディキャップを克服した強靭な精神力の持ち主であり、ムスターは当時の男子プロテニス界で最も大きな唸り声を放っていたという。その気性の激しさから“野獣”“怒れる雄牛”と形容されたこともあった。

## 記録
ATPワールドシリーズ最多優勝記録「26」
ATPワールドシリーズ最多決勝進出「32」
ATPワールドシリーズ年間最多タイトル「7」
1993年

## 4大大会優勝
- 全仏オープン 男子シングルス：1勝（1995年）

| 年     | 大会         | 対戦相手         | 試合結果      |
| ------ | ------------ | ---------------- | ------------- |
| 1995年 | 全仏オープン | マイケル・チャン | 7-5, 6-2, 6-4 |

## 4大大会シングルス成績
略語の説明
| W | F | SF | QF | #R | RR | Q# | LQ | A | Z# | PO | G | S | B | NMS | P | NH |

W=優勝, F=準優勝, SF=ベスト4, QF=ベスト8, #R=#回戦敗退, RR=ラウンドロビン敗退, Q#=予選#回戦敗退, LQ=予選敗退, A=大会不参加, Z#=デビスカップ/BJKカップ地域ゾーン, PO=デビスカップ/BJKカッププレーオフ, G=オリンピック金メダル, S=オリンピック銀メダル, B=オリンピック銅メダル, NMS=マスターズシリーズから降格, P=開催延期, NH=開催なし.
| 大会           | 1984 | 1985 | 1986 | 1987 | 1988 | 1989 | 1990 | 1991 | 1992 | 1993 | 1994 | 1995 | 1996 | 1997 | 1998 | 1999 | 2010 | 2011 | SR     | W–L   |
| -------------- | ---- | ---- | ---- | ---- | ---- | ---- | ---- | ---- | ---- | ---- | ---- | ---- | ---- | ---- | ---- | ---- | ---- | ---- | ------ | ----- |
| 全豪オープン   | A    | A    | NH   | A    | 1R   | SF   | 3R   | A    | 3R   | 2R   | QF   | 3R   | 4R   | SF   | 1R   | 1R   | A    | A    | 0 / 11 | 23–11 |
| 全仏オープン   | A    | 1R   | 2R   | 3R   | 3R   | A    | SF   | 1R   | 2R   | 4R   | 3R   | W    | 4R   | 3R   | QF   | 1R   | A    | A    | 1 / 14 | 32–13 |
| ウィンブルドン | A    | A    | A    | 1R   | A    | A    | A    | A    | 1R   | 1R   | 1R   | A    | A    | A    | A    | A    | A    | A    | 0 / 4  | 0–4   |
| 全米オープン   | A    | A    | 1R   | 3R   | 1R   | A    | 4R   | A    | A    | QF   | QF   | 4R   | QF   | 1R   | 3R   | A    | A    | A    | 0 / 10 | 22–10 |
| Win–Loss       | 0–0  | 0–1  | 1–2  | 4–3  | 2–3  | 4–1  | 10–3 | 0–1  | 3–3  | 8–4  | 10–4 | 12–2 | 10–3 | 7–3  | 6–3  | 0–2  | 0–0  | 0–0  | 1 / 39 | 77–38 |